# Joe Jones (Fluxus)
Pour les articles homonymes, voir Joe Jones (homonymie) et Jones.
Joe Jones, né en 1934 à New York (États-Unis) et mort en 1993 à Wiesbaden (Allemagne), est un musicien d'avant-garde américain associé à Fluxus.
Il est surtout connu pour sa création de machines à musique rythmique.

## Biographie
Joe Jones grandit à Greenpoint (Brooklyn) et reçoit une éducation musicale classique à la Hartnett Music School de New York. À la fin des années 1950, il entame une courte carrière de batteur de jazz. En 1960, Jones commence à étudier brièvement la composition expérimentale d'avant-garde avec John Cage, puis Earle Brown. Grâce à ces associations, il forme une alliance artistique avec Dick Higgins, Alison Knowles et La Monte Young.
En 1962, Jones commence à expérimenter avec des instruments mécaniques, créant des objets tels que des bateaux musicaux, des parapluies solaires musicaux et un véhicule sur roues à pédales qui tirait des instruments faits à la main, le « plus long jouet à tirer du monde ». L'année suivante, ses œuvres sont exposées à la Betty Parsons Gallery de New York.
À partir de 1963, Jones participe au mouvement artistique Fluxus, en prenant part à un certain nombre de performances Fluxus, à des activités avec ses automates — comme ses machines à musique — fabriqués à partir d'instruments trouvés (ready-made). En 1963, il joue sa musique bruitiste machinique au festival Yam au Nouveau-Brunswick et un an plus tard, il joue à nouveau au festival de musique Avantgarde à New York. Il crée de nombreuses machines à tambour pour des expositions et actions d'art à New York et Nice (France) au cours de cette période.
En 1969, il ouvre son propre JJ Music Store (alias Tone Deaf Music Store) au 18 N. Moore Street à New York. Il également donne de petites performances d'installations musicales par lui-même et des musiciens tels que Yoko Ono et John Lennon entre autres. Après avoir déménagé du 18 N. Moore, son espace-loft est devenu le studio d'art de l'archiviste et artiste Fluxus Joseph Nechvatal, puis de l'ancien membre du Theatre of Eternal Music Jon Hassell et enfin de l'artiste vidéo Bill Viola, avant de fusionner avec le restaurant Walkers.
En 1971, Joe Jones produit l'album Fly avec Lennon et Ono et fondé la 'Fluxus-Airline' avec George Maciunas. Jones fabrique des instruments automatisés pour les enregistrements d'Ono Don't Count The Waves, You et Airmale qui apparaissent sur Fly and the Onobox. Des photos de ces instruments automatisés peuvent être vues dans le dépliant de Fly.
Peu de temps après, Joe Jones quitte New York pour l'Europe ; vivant à Amsterdam, Asolo, Berlin, Düsseldorf et enfin Wiesbaden et continue à exposer dans le monde entier dans des galeries et des musées.
Depuis le milieu des années 1980, Jones produit de courts films d'art numérique sur ordinateur qu'il appelle "Fluxus-Home-Movies". Il également conçu de plus grandes installations de type orchestre avec ses machines à musique appelées "orchestres solaires" qui seraient jouées à partir du moment où le soleil se lève jusqu'au coucher du soleil grâce à l'énergie solaire.
En 1988, ses œuvres ont pu être vues au musée Ludwig de Cologne et, en 1992-1993 il y a eu une grande exposition itinérante avec des arrêts à Helsinki, Nuremberg, Rotterdam et Wuppertal.

## Discographie
- Joe Jones, "Back and Forth, Exhibition Sound, 31.8.1985", Hundertmark Editions, CD, 60 Minutes, Edition of 500
- Joe Jones, "XYLOPHONE", Hundertmark Editions CD, Edition of 500 Copies
- Joe Jones, "Solar music at Sierksdorf, Ostsee", Hundertmark Editions, CD, 60 Minutes, Edition of 500
- Joe Jones, "Solar music, April 20, 1983", Hundertmark Editions CD, 60 Minutes, Edition of 500 Copies

## Récompenses et distinctions
- (en) Joe Jones : Awards, sur l'Internet Movie Database